# Vanessa Désiré
Vanessa Désiré, née Vanessa Désiré Dabel le 1er septembre 1994 à Petit-Goâve, est une jeune chanteuse haïtienne, vice championne de Digicel Stars 2010.

## Biographie

### Début de carrière
Elle réalise son premier featuring Mwen pa antò avec Robenson Lauvince (Roby Rob) à Digicel Stars. Elle obtient un diplôme en Ticketing et Tourisme à BIWI (Business institute of the West Indies) en 2016. Elle collabore sur le média Magik 9, à l’émission Lekòl lage,. En juillet 2021, elle s'exprime pour condamner les actes de violences perpétrés à travers le pays.

### Parcours artistique
En 2016, après quelques années de silence, elle collabore avec Toby à un morceau intitulé Sa plis ke love. Sorti en février 2018, Ou fè m anvi viv est le titre de sa première collaboration avec Toby. Ce morceau a été composé par Toby et produit par Sousbit :
Lè w jwenn lanmou se waw

Pa bezwen kouwòn

Pou sa fè santi w se wa

Feeling nan tèlman gou

E la pa ka kite l ale

Chak ti souri, se lò

Ouvè kè w bay lanmou plas pou jayi ankò

Feeling lan tèlman gou

E la ou pa ka kite l ale
En 2018, elle sort son premier album intitulé Migration en duo avec Toby et a eu le prix de L'Artiste féminin de l'année et aussi meilleur collaboration de l'année. Cet album est composé de 10 chansons sur plusieurs rythmes : slow, zouk, compas genre mamba, twoubadou, typique du Tropicana, Konpa granmoun. Les ventes-signature ont été organisées au Cap-Haïtien, à Petit-Goâve et à Jacmel.
en 2022 elle sort son premier album solo titré ; FÒS .cet album est composé de 13 titres dont lesquels ; Mpap tounen,Crush la feat Wendyyy , Fè Komi Feat MAC D Harmonik ,Haitian Queen, et cet album a remporté le prix de L'album Varieté de l'année